# Watzerath
Watzerath ist eine Ortsgemeinde im Eifelkreis Bitburg-Prüm in Rheinland-Pfalz. Sie gehört der Verbandsgemeinde Prüm an.

## Geographie

### Lage
Watzerath liegt im Naturpark Nordeifel. Zur Gemeinde gehört auch der Wohnplatz Berghof.

### Klima
Der Jahresniederschlag beträgt 927 mm.

### Nachbarorte
Die Ortsgemeinde Watzerath grenzt im Norden an Sellerich und die Stadt Prüm, im Südosten an Orlenbach, im Süden an Pittenbach,  im Westen an Pronsfeld, sowie im Nordwesten an Brandscheid.

## Geschichte

### Ortsgeschichte
Der Ortsnamen auf „-rath“ deutet auf eine Gründung zur Zeit der mittelalterlichen Rodungszeit. 1445 wurde der Ort erstmals urkundlich als „Watzenrode“ erwähnt. Ende des 18. Jahrhunderts gehörte Watzerath zum Kondominium Pronsfeld, welches unter der gemeinsamen Landeshoheit des Kurfürstentums Trier und des Herzogtums Luxemburg stand.
Die Inbesitznahme des Linken Rheinufers durch französische Revolutionstruppen beendete die alte Ordnung. Der Ort wurde von 1798 bis 1814 Teil der Französischen Republik (bis 1804) und anschließend des Französischen Kaiserreichs, zugeordnet der Mairie Pronsfeld im Arrondissement Bitbourg (Bitburg) des Wälderdepartements. Nach der Niederlage Napoleons kam Watzerath aufgrund der 1815 auf dem Wiener Kongress getroffenen Vereinbarungen zum Königreich Preußen und gehörte nun zum Kreis Prüm des Regierungsbezirks Trier, der 1822 Teil der neu gebildeten preußischen Rheinprovinz wurde. Aus der Mairie wurde eine Bürgermeisterei, die 1927 in Amt umbenannt und später im Amt Niederprüm-Pronsfeld aufging.
Durch den Bau und der Inbetriebnahme der Bahnstrecke Gerolstein–St. Vith erlebte Watzerath einen leichten Aufschwung. Etwa um 1900 erhielt Watzerath eine eigene Fahrkartenstelle und später einen eigenen Bahnhof. Der Personenverkehr auf der Eisenbahnstrecke wurde 1973 eingestellt. 
Als Folge des Ersten Weltkriegs war die gesamte Region dem französischen Abschnitt der Alliierten Rheinlandbesetzung zugeordnet. Nach dem Zweiten Weltkrieg wurde Watzerath innerhalb der französischen Besatzungszone Teil des damals neu gebildeten Landes Rheinland-Pfalz. Heute ist der Ort weitgehend landwirtschaftlich geprägt.

### Wasserversorgung
Die Anfänge des Kreiswasserwerkes Prüm reichen bis ins Jahr 1927 zurück. Wenn man hier auch für das erste größere Vorhaben einer zentralen Gruppenwasserversorgung im Kreise Prüm zuerst die Bezeichnung „Schneifel-Gruppenwasserwerk“ anwandte und die Trägerschaft vorerst bei der damaligen Amtsbürgermeisterei Nederprüm-Pronsfeld lag, kann man doch diese geplante Gruppe ohne weiteres als Grundstein des Kreiswasserwerkes betrachten.
1927–1945: Der erste Abschnitt lief vom Jahre 1927 bis zum Jahr 1944 und stand während der Bauausführung, etwa ab 1939, unter Leitung des damaligen Kreisbaumeisters Thur. In diesen Jahren war Schlemmer Landrat des Kreises Prüm.
Über die Planung und die Bemühungen zur Finanzierung und Durchführung der Maßnahme gab es, wie aus den alten Akten zu ersehen, einen regen Schriftverkehr. Nachfolgend eine Sitzungsniederschrift vom 2. Februar 1927:
„Am 2. Februar 1927 versammelten sich in Watzerath die Gemeindevertreter der Gemeinden Niedermehlen Steinmehlen, Weinsfeld, Watzerath, Pittenbach, Pronsfeld, Lünebach und Strickscheid, um nach einem Vortrag des Bürgermeisters Mangold aus Prüm und des Dipl.-Ing. Endris aus Gerolstein, anhand des auch bei der Regierung vorliegenden Vorentwurfes, den Bau eines Gruppenwasserwerkes zu diskutieren. Man war grundsätzlich bereit, die beabsichtigte Maßnahme mit einem Gesamtaufwand von rund 260.000 RM durchzuführen, wenn seitens des Deutschen Reiches, des preußischen Staates und der Rheinprovinz den Gemeinden ausreichende Mittel bewilligt würden, um so die Finanzierung sicherzustellen.“ (Geschichtsverein Prüm)

### Einwohnerentwicklung
Die Entwicklung der Einwohnerzahl von Watzerath, die Werte von 1871 bis 1987 beruhen auf Volkszählungen:
| Jahr | Einwohner |
| ---- | --------- |
| 1815 | 109       |
| 1835 | 165       |
| 1871 | 190       |
| 1905 | 230       |
| 1939 | 261       |
| 1950 | 242       |
| 1961 | 283       |

| Jahr | Einwohner |
| ---- | --------- |
| 1970 | 299       |
| 1987 | 317       |
| 1997 | 382       |
| 2005 | 426       |
| 2011 | 402       |
| 2017 | 413       |
| 2023 | 420       |

## Politik

### Bürgermeister
Rainer Kockelmann ist seit 1999 Ortsbürgermeister von Watzerath.

### Wappen
| Wappen von Watzerath | Blasonierung: „Zwei silberne Fische auf blauem Grund.“                                                                           |
| Wappen von Watzerath | Wappenbegründung: Das Wappen der heutigen Ortsgemeinde bestand schon 1465 und soll wohl die Nähe des Flusses Prüm symbolisieren. |

## Kultur und Sehenswürdigkeiten

### Bauwerke

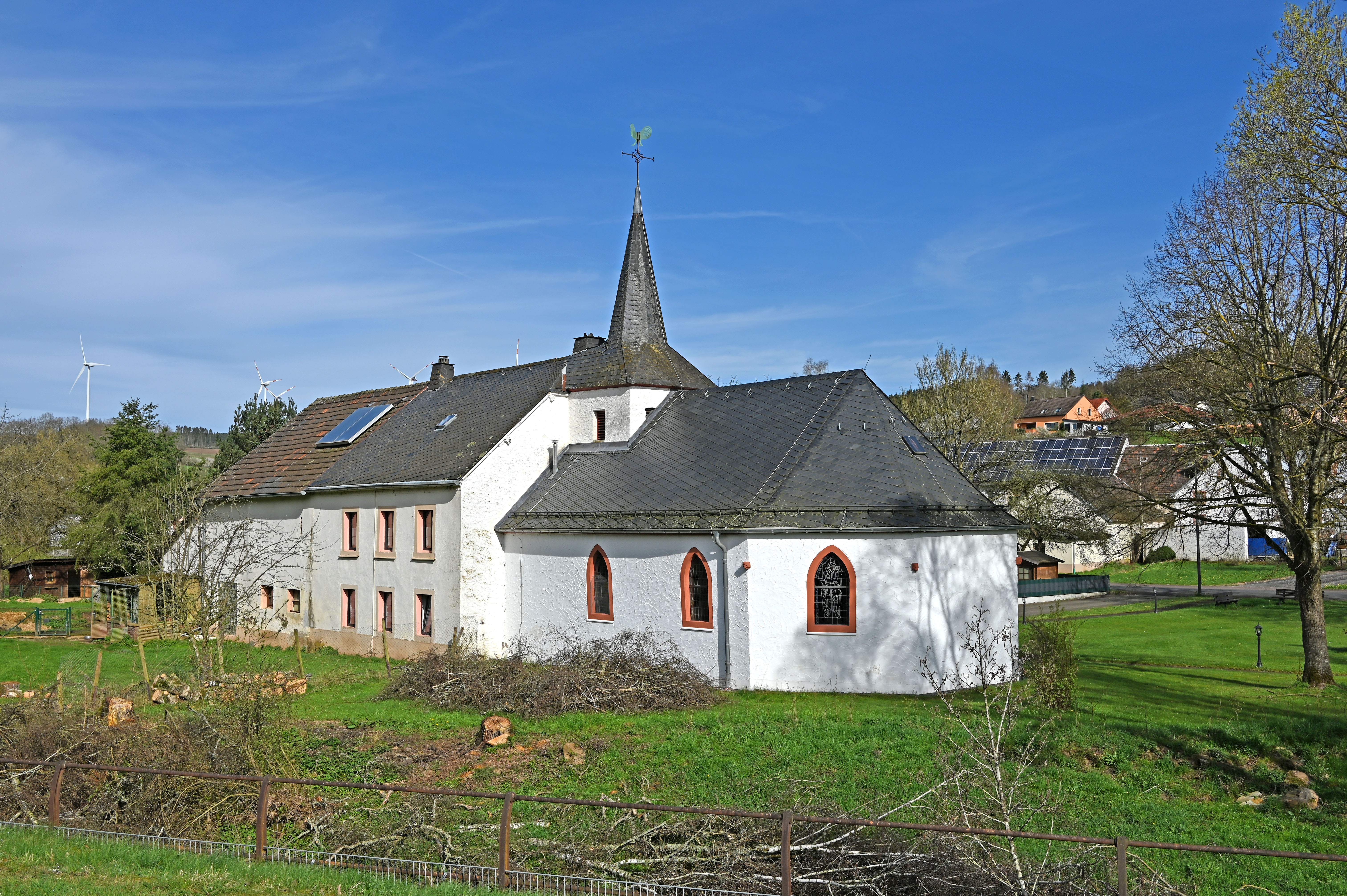
Kapelle mit Frühmessehaus

- Spätgotische Kapelle St. Bartholomäus mit angebautem Frühmessehaus
- Die Lutzmühle (Weinsfelder Mühle) oberhalb des Orts am Mönbach war bis 1968 in Betrieb.
- Spätbarockes Wegekreuz von 1757 (gegenüber Dorfstraße 14)

Siehe auch: Liste der Kulturdenkmäler in Watzerath

### Regelmäßige Veranstaltungen
- Jährliches Kirmes- bzw. Kirchweihfest.
- Traditionelles Ratschen oder Klappern am Karfreitag und Karsamstag
- Burgbrennen am ersten Wochenende nach Aschermittwoch (sogenannter Scheef-Sonntag)[9][10]
- Kinderkarneval (Sonntag vor Fastnacht)
- Kappensitzung (Freitag nach Fettedonnerstag)
- Sportfest der DJK (1. Wochenende im Juli)
- Skatturnier (2. Weihnachtstag)

## Verkehr
Watzerath ist an folgende Buslinien angeschlossen:
| Linie | Linienverlauf              |
| ----- | -------------------------- |
| 407   | Prüm–Ettelbrück            |
| 412   | Prüm–Waxweiler             |
| 413   | Prüm–Neuerburg             |
| 418   | (Sevenig–)Steinebrück–Prüm |
| 419   | Affler–Prüm                |

Es verkehren Busse des Rhein-Mosel-Bus.
Der Haltepunkt Watzerath lag an der Bahnstrecke Gerolstein–St. Vith. Der Personenverkehr zwischen Prüm und Pronsfeld wurde zum 28. Mai 1972 eingestellt. Die Stilllegung nach § 11 AEG des Abschnitts Gerolstein–Pronsfeld erfolgte am 11. Juni 2001.
Watzerath liegt an der Bundesstraße 410, von der im Ort die Landesstraße 18 und von dieser wiederum die Kreisstraße 111 abzweigen.